# Штенведель, Альберт
Альберт Штенведель (нем. Albert Stenwedel; 10 октября 1908, Гамбург, Германия — 29 июля 1997, Гамбург, Германия) — штурмбаннфюрер СС, кавалер Рыцарского креста Железного креста.

## Карьера
1 марта 1931 года вступает в ряды НСДАП (№ 471358), 8 апреля 1932 — в СС (№ 28762).
10 мая 1933 года поступает в «Лейбштандарте СС Адольф Гитлер» как командир отделения. К марту 1935 становится командиром пулемётного взвода, а затем адъютантом батальона.
С 1 мая 1938 командует взводом 2-го штурмбанна полка СС «Фюрер». С сентября 1939 командовал штабной ротой запасного батальона СС. С мая 1944 командир 11-й роты, а с апреля 1945 — командир 2-го батальона 27-го горного егерского полка СС 13-й горной дивизии СС «Ханджар». 3 мая 1945 награждён Рыцарским крестом Железного креста.

## Звание
- Унтерштурмфюрер — 10 марта 1935
- Оберштурмфюрер — ?
- Гауптштурмфюрер — ?
- Штурмбаннфюрер — май 1945

## Награды
- Железный крест 2-го класса
- Железный крест 1-го класса
- Рыцарский крест (3 мая 1945)